# Stéphane Castaignède
Stéphane Castaignède (Mont-de-Marsan, 30 settembre 1969) è un ex rugbista a 15 e allenatore di rugby a 15 francese, il cui ruolo in carriera era quello di mediano di mischia.

## Biografia
Iniziò molto giovane a giocare a rugby a Mimizan e poi si trasferì a Saint-Julien-en-Born; la carriera dilettantistica continuò al Dax e infine a Marmande.
Passato professionista nel 1996 fu ingaggiato dal Montferrand, con cui disputò 3 stagioni e vinse l'European Challenge Cup 1998-99.
In quello stesso anno disputò tutti i suoi sette incontri in Nazionale francese, sei dei quali nel corso della Coppa del Mondo di rugby 1999 in Galles, che vide la Francia giungere fino alla finale, poi persa, contro l'Australia.
Ad Hagetmau dal 1999, chiuse la carriera a Grenade-sur-l'Adour da giocatore-allenatore, prima di tornare di nuovo ad Hagetmau come tecnico.
Dal 2010 è l'allenatore dell'Ajaccio.

## Palmarès
- Challenge Cup: 1
Montferrand: 1998-99